# الاجتماع السابع لحزب العمال الكوري
بدأ الاجتماع السابع لحزب العمال الكوري في 6 مايو 2016 وانتهى في التاسع من نفس الشهر.
وهو المؤتمر الأول الذي يعقد منذ الاجتماع السادس في عام 1980، على الرغم من أن القواعد تنص على أن الاجتماعات تعقد كل أربع سنوات.

## الإعلان
في 30 أكتوبر 2015، أفادت وكالة الأنباء المركزية الكورية (KCNA) أن المكتب السياسي في اللجنة المركزية لحزب العمال الكوري أعلن قرار عقد المؤتمر في أوائل مايو 2016.

## الاستعدادات
في 17 فبراير 2016، وُضع الشعار المشترك من قبل حزب العمال الكوري، اللجنة العسكرية المركزية واللجنة المركزية، وقد نشرتها وكالتا رودونغ سينمون والوكالة المركزية.
سُبق المؤتمر بسبعين يوما من الحملات والتعبئة الجماهيرية. أثناء الحملة أُجبر عديد الأشخاص على العمل القسري في جميع أنحاء البلاد بما في ذلك الأطفال. والهدف من الحملة هو زيادة المخرجات في الصناعة والزراعة وإثبات الولاء.

## المؤتمر
افتتح المؤتمر في 6 مايو 2016 في «دار الثقافة 25 أبريل» في بيونغ يانغ، في ظل وجود 3467 من المندوبين. على عكس المؤتمر الأخير، ولا توجد كذلك وفود أجنبية، 
ولكن سُمح لمائة وثمانية وعشرين صحفيا أجنبيا من 12 بلدا تغطيةُ الحدث. تم الاحتفاظ بالصحفيين في خارج المكان، وتم تسجيل حفل الافتتاح وتُلفز في وقت لاحق في المساء.
افتتح المؤتمر بخطاب لكيم جونغ أون. في ذلك، أشاد بالتجارب النووية لبلاده في 2016 وإطلاق الأقمار الصناعية.
استمر المؤتمر في 7 أمايو مع تقرير لكيم جونغ أون عن عمل اللجنة المركزية السادسة لحزب العمال الكوري. في التقرير،  أشاد كيم جونغ أون مجددا بسياسة بلاده النووية، ووصفه بأنه «مسؤول الأسلحة النووية للدولة». وفقا لكيم كوريا فإن كوريا الشمالية لن تستخدم الأسلحة النووية ما لم تكن سيادتها قد انتهكت. فيما يتعلق بالاقتصاد، أعلن كيم عن أول خطة خماسية منذ الثمانينات. خطابات الوفود الأخرى عبرت عن دعمها لكيم.